# بخش مالوسردوبینسکی
بخش مالوسردوبینسکی (به لاتین: Maloserdobinsky District) یک منطقهٔ مسکونی در روسیه است که در استان پنزا واقع شده‌است.